# Erstes Haus Anjou
Das Erste Haus Anjou, in Frankreich auch Ingelgeriens genannt, ist die erste Herrscherdynastie im Anjou. Sie stammt ab von Ingelger († 886), Vizegraf von Angers, dessen Sohn Fulko I. der Rote sich eigenmächtig zum Grafen erhöhte, was 930 von Herzog Hugo dem Großen anerkannt wurde. Durch Erbschaft kam die Familie in den Besitz der Grafschaft Vendôme.
Mit Graf Gottfried II. starb das Erste Haus Anjou 1060 im Mannesstamm aus. Beerbt wurde es durch den Grafen von Gâtinais, Geoffroy Ferréol, den Stammvater des Hauses Château-Landon, dem die Dynastie der Plantagenets entsprang.

## Stammliste
1. Ingelger, (um 840; † 886), Vizegraf (Vicomte) von Angers um 880.
  1. Fulko I. der Rote (Foulque Ier le Roux) († 941) Graf von Anjou seit 929, ⚭ (um 905) Roscilla, Tochter des Burgherren Garnier von Loches 
    1. Guy († 973), seit 937 Bischof von Soissons
    2. Fulko II. der Gute (Foulque II le Bon) († 11. November wohl 958) um 942 Graf von Anjou; ⚭ 937 Gerberge von Gâtinais, † vor 952, Tochter des Grafen Geoffroy (Stammliste der Montmorency)
      1. Gottfried I. Graujacke (Geoffroy Ier Grisegonelle) († 987) Graf von Anjou seit 958 Graf von Chalon-sur-Saône seit 978 ⚭ Adelheid von Vermandois, Erbin von Chalon-sur-Saône, Tochter des Grafen Robert von Vermandois, (Karolinger), Witwe des Grafen Lambert von Autun
        1. Gottfried (Geoffroy) († vor 987)
        2. Fulko III. der Schwarze (Foulque III Nerra), Graf von Anjou seit 987 († 1040) ⚭ I. Elisabeth, Gräfin und Erbin von Vendôme († 999), II. (um 1000) Hildegard († 1046), entstammte möglicherweise der Familie der lothringischen Sundgaugrafen
          1. (I.) Adele (Agnes), Erbin von Vendôme († 1033 oder 1035) ⚭ 1023 Bodo von Nevers aus dem Haus Monceaux, Graf von Vendôme
          2. (II.) Gottfried II. Martel (Geoffroy II Martel) († 1060) Graf von Vendôme 1031–1050, Graf von Anjou seit 1040, Graf von Tours um 1044 ⚭ I. 1. Januar 1032, geschieden um 1050 Agnes von Burgund († 1068), Tochter des Grafen Otto Wilhelm von Mâcon und Burgund, ⚭ II. Adela, Tochter des „Grafen Odo“ (vermutlich Odo II. von Blois), ⚭ III. (vermutlich nur Konkubinat) Grace, Witwe von Gottfrieds Gefolgsmann Berlay von Montreuil, ⚭ IV. (vermutlich nur Konkubinat) Adelheid la Teutonne (die Deutsche) – alle Ehen ohne Kinder
          3. (II.) Ermengarde, Erbin von Anjou ⚭ Geoffroy Ferréol Graf von Gâtinais, Stammeltern des Hauses Château-Landon

        3. Ermengarde († nach 982), ⚭ 973 Conan der Krumme, Herzog von Bretagne
        4. Gerberga (974–1040), ⚭ vor 1000 Graf Wilhelm III. Taillefer von Angoulême (Haus Taillefer)

      2. Guy, Bischof von Le Puy-en-Velay
      3. Adelheid (* um 950, † 1026) ⚭ I. Stephan (Étienne) Graf von Gévaudan;  ⚭ II. 982, getrennt 984, Ludwig V. König von Frankreich (um 967–987); ⚭ III. um 984/986 Wilhelm I. Graf von Arles, Markgraf von Provence, † 994; ⚭ IV. vor 1016 Otto Wilhelm, 982 Graf von Mâcon und Nevers, 995 Graf von Burgund, † 21. September 1026 (Haus Burgund-Ivrea)
      4. Arsinde ⚭ um 975 Wilhelm III. Graf von Toulouse († 1037)

    3. Ingelger († 927), fiel im Kampf gegen die Wikinger
    4. Adela, ⚭ Gautier I., Graf von Valois, Amiens und Vexin († 992/998)
    5. Roscille, ⚭ Alain II. Schiefbart, Herzog von Bretagne († 952)